# Charnier (tombe)
Pour les articles homonymes, voir Charnier.

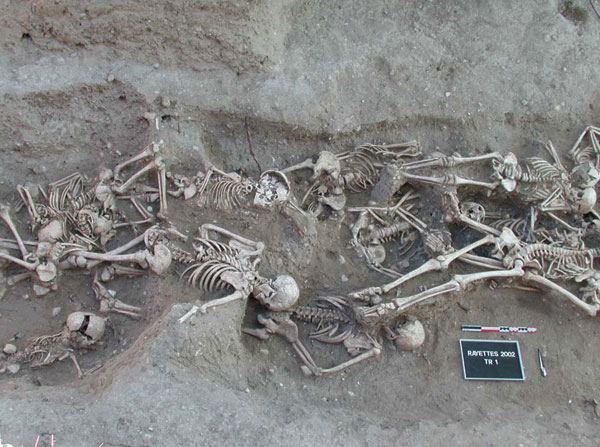
Victimes de la peste bubonique de 1720–1721 à Martigues, France.

Un charnier est un endroit où sont enterrés — ou simplement entassés à découvert, pêle-mêle, sans sépulture — de nombreux cadavres humains, qui peuvent être ou non identifiés avant l'enterrement. Il permet, lorsqu'un grand nombre de personnes meurent ou sont tuées, d'enterrer les corps le plus rapidement possible (ce qui le distingue de la fosse commune). Il peut y être fait recours après une catastrophe naturelle, une épidémie, un génocide ou une guerre. L'Organisation des Nations unies définit un charnier criminel comme un lieu de sépulture contenant trois victimes d'exécution ou plus.
Le mot charnier a eu plusieurs usages, par exemple : 
- une tombe consacrée religieusement contenant plus d'un corps humain ;
- un tonneau en bois de charme reconnu imputrescible, utile pour conserver l'eau potable en mer, ce bois était aussi utilisé dans le charronage.

## Historique
Le mot cimetière appartient jusqu'au XVe siècle au langage des clercs alors que le langage courant utilise celui d'aître (du vieux français aitre issu du latin atrium, qui désigne la cour intérieure d'entrée précédant l'entrée d'une villa romaine, d'où par extension le cimetière situé avant l'entrée de l'église, telle l'aître Saint-Maclou) ou de charnier. La fonction cimetiérale du charnier a progressivement changé au cours du Moyen Âge. L'inhumation médiévale obéissant aux règles chrétiennes, elle est  en fosse individuelle ou majoritairement en fosse commune (la pratique des tombes individuelles ne s'est généralisée que dans la première moitié du XVIIIe siècle). Le mot charnier est utilisé dans les textes médiévaux au sens d'ossuaire, lieu où l'on rassemble les os secs, mais se spécialise progressivement pour désigner les galeries ouvertes surmontées de combles utilisées pour traiter les corps exhumés du cimetière par manque de place, lors d’épidémies par exemple. Ces charniers font alors office de pourrissoir où l’on entassait en vrac les ossements plus ou moins décharnés avant qu'ils ne soient empilés sous les voûtes de l'église ou dans des ossuaires, ce dernier terme désignant progressivement des constructions monumentales abritant les ossements. La construction des charniers se multiplie dès le XIIIe siècle dans les villes où la densité du noyau urbain rend impossible toute extension du cimetière primitif. Au XVIIe siècle le mot charnier ne désigne plus que la galerie autour de l'église et de sa cour. Au XVIIIe siècle, l'excédent des fosses communes est rangé dans la partie haute de ces galeries, sous les toits mais on cesse d'édifier des charniers sous la forme traditionnelle.
Généralement le charnier de catastrophe ne se différencie pas d'une fosse commune ordinaire.
En 2023, des fouilles archéologiques menées à Nuremberg (sud de l'Allemagne) mettent au jour un charnier contenant au moins 1 000 squelettes. Ces personnes seraient mortes lors d'une épidémie de peste en 1633-1633. Ce charnier est considéré comme le plus rempli d'Europe,.

## Architecture

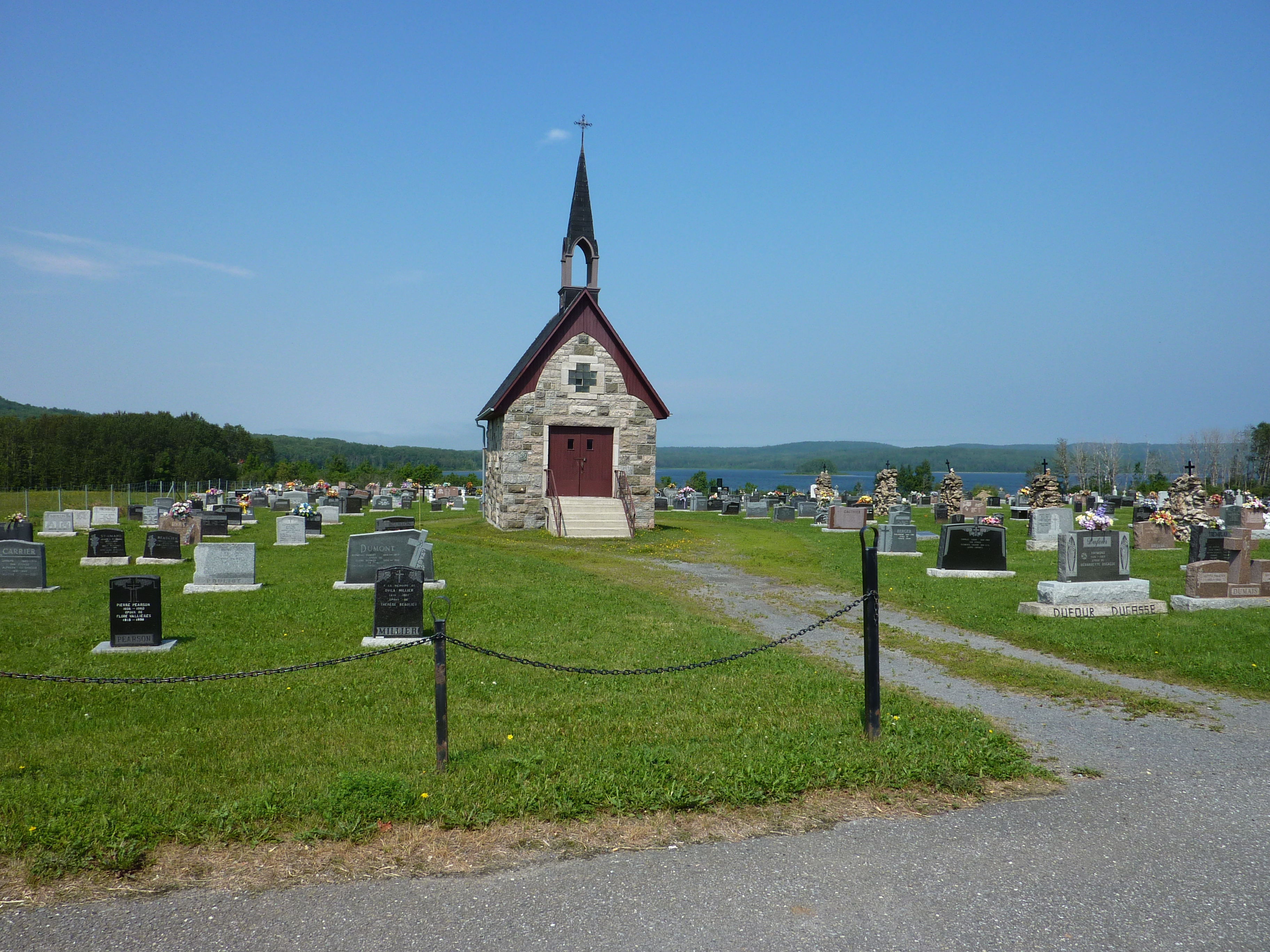
Charnier du cimetière de Sayabec

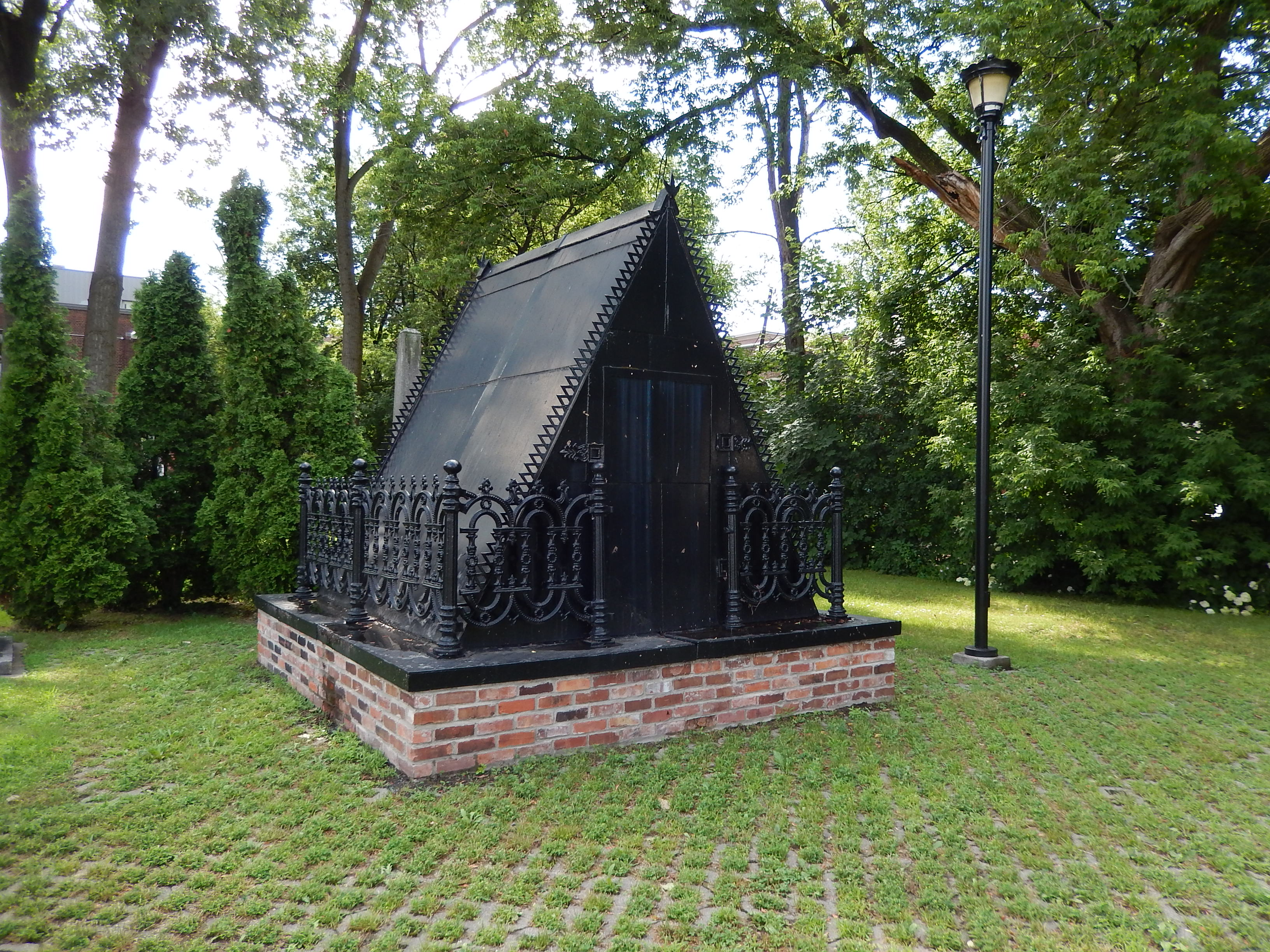
Charnier du cimetière Saint-James à Trois-Rivières.

Le terme s’applique également à un édicule construit dans l’enceinte d’un cimetière pour entreposer les corps des personnes décédées pendant les mois d’hiver afin de les inhumer le printemps venu, cela au Québec du moins où quelques exemples de ce genre de structure subsistent toujours. 
Le gel du sol sur plusieurs centimètres ne permettait en effet pas le creusement des fosses au cours de l’hiver, ce qui a entraîné la création de ce type de bâtiment modelé sur la maison paysanne typique. En moellon grossier et surmonté d’une toiture à pentes généralement en tôle sur charpente de bois, le charnier était toujours doté d’une cheminée d’aération, parfois une simple découpe pratiquée dans la muraille, qui permettait l’évacuation du gaz de décomposition pouvant être produit malgré le froid. Le pignon avant de la construction était pratiqué d’une ouverture généralement munie d’une solide porte de fer bien verrouillée. La taille de ces entrepôts varie. Certains exemples mesurent à peine l’espace nécessaire à une dizaine de dépouilles. L’évolution des mœurs funéraires a toutefois rendu désuet ce modèle d’infrastructure.[réf. nécessaire]